# Декан (образование)
Дека́н (от греч. δέκα) — высшая административная должность факультета в учреждении высшего образования; непосредственно руководит как администратор организационной деятельностью по ведению учебной, воспитательной и научной работы на факультете.
Должность декана факультета относится к профессорско-преподавательскому составу.
В ряде случаев декан избирается профессорами, преподавателями и научными сотрудниками факультета. Декан утверждается в должности приказом ректора. Декан факультета подчиняется непосредственно ректору, проректору по учебной части.
Требования к квалификации декана в России, согласно приказу Минздравсоцразвития РФ: «Высшее профессиональное образование, стаж научной или научно-педагогической работы не менее 5 лет, наличие учёной степени или учёного звания».
- разрабатывает стратегию развития факультета
- обеспечивает систематическое взаимодействие с работодателями, органами государственной и исполнительной власти, органами управления образованием, организациями, учреждениями, предприятиями
- изучает рынок образовательных услуг и рынок труда по направлениям (специальностям) подготовки специалистов на факультете (институте)
- обеспечивает учёт требований рынка труда в образовательном процессе на факультете
- руководит учебной, методической, воспитательной и научной работой на факультете
- возглавляет работу по созданию и реализации на практике профессиональных образовательных программ, учебных планов, программ учебных курсов
- организует работу по созданию научно-методического и учебно-методического обеспечения учебно-воспитательного процесса
- участвует в разработке системы качества подготовки специалистов
- координирует деятельность заведующих кафедрами образовательного учреждения, обучающихся (студентов, слушателей) и аспирантов факультета (института)
- обеспечивает выполнение государственного образовательного стандарта
- создаёт условия для формирования у обучающихся (студентов, слушателей) основных составляющих компетентности, обеспечивающей успешность будущей профессиональной деятельности выпускников
- создаёт и читает авторские курсы по дисциплинам, преподаваемым на факультете (в институте), в установленном образовательным учреждением порядке и объёме
- представляет на утверждение руководству образовательного учреждения учебные планы и программы обучения обучающихся (студентов, слушателей), программы курсов на факультете (в институте); тематику и программы дисциплин по выбору и факультативных предметов
- утверждает индивидуальные планы обучения обучающихся (студентов, слушателей), темы дипломных и диссертационных работ
- участвует в разработке штатного расписания факультета (института) с учётом объёма и форм выполняемых на факультете (институте) педагогической, учебно-воспитательной и других видов работ
- организует и проводит профессионально-ориентационную работу и обеспечивает приём обучающихся (студентов, слушателей) на факультет (в институт)
- осуществляет руководство их профессиональной подготовкой
- руководит работой по составлению расписания учебных занятий, приёму экзаменов, зачётов, контролирует и обобщает их результаты.
- контролирует и регулирует организацию учебного процесса, учебных практикумов и иных видов практик
- осуществляет координацию деятельности учебных и научных подразделений, входящих в состав факультета.
- организует контроль и анализ самостоятельной работы обучающихся (студентов, слушателей), выполнение индивидуальных образовательных профессиональных программ
- осуществляет перевод обучающихся (студентов) с курса на курс, а также допуск их к экзаменационным сессиям
- даёт разрешение на досрочную сдачу и пересдачу курсовых экзаменов
- принимает решение о допуске обучающихся (студентов) к сдаче государственных экзаменов, к защите выпускной квалификационной (дипломной) работы
- осуществляет работу в составе комиссии по итоговой государственной аттестации выпускников факультета, приёмной комиссии факультета
- представляет к зачислению, отчислению и восстановлению обучающихся (студентов, слушателей)
- назначает стипендии обучающимся (студентам) факультета в соответствии с положением о стипендиальном обеспечении обучающихся (студентов)
- осуществляет общее руководство и координацию научно-исследовательской работы обучающихся (студентов, слушателей), проводимой на кафедрах, в лабораториях, научных студенческих кружках, научных студенческих обществах
- организует связь с выпускниками, изучение качества подготовки специалистов, выпускаемых факультетом
- руководит работой по трудоустройству выпускников факультета
- обеспечивает внедрение новых технологий обучения и контроля знаний обучающихся (студентов, слушателей), *обеспечивает в процессе их обучения внедрение дифференцированной и индивидуальной подготовки
- возглавляет работу по формированию кадровой политики на факультете
- осуществляет совместно с заведующими кафедрами подбор кадров профессорско-преподавательского состава, учебно-вспомогательного, административно-хозяйственного персонала, организует повышение их квалификации
- организует и проводит учебно-методические межкафедральные совещания, семинары, научные и научно-методические совещания и конференции
- организует, контролирует и принимает участие в международной учебной и научной деятельности факультета в соответствии с уставом образовательного учреждения
- руководит:
  - работой совета факультета (института), осуществляет разработку планов работы факультета, координацию их с планами работы образовательного учреждения, несёт ответственность за их выполнение
  - подготовкой заседаний учёного совета факультета
- осуществляет общее руководство подготовкой учебников, учебных и учебно-методических пособий по предметам кафедр, входящих в состав факультета
- координирует их рецензирование, организует издание учебно-методической литературы
- участвует в учебной и научно-исследовательской работе факультета
- обеспечивает выполнение научной работы и подготовку научно-педагогических кадров
- отчитывается о своей работе перед учёным советом факультета образовательного учреждения по основным вопросам учебно-воспитательной, научно-исследовательской, научно-методической деятельности факультета
- организует работу и осуществляет контроль над научно-методическим сотрудничеством кафедр и других подразделений факультета с учебными заведениями, предприятиями и организациями
- обеспечивает связь с однопрофильными образовательными учреждениями с целью совершенствования содержания, технологии и форм организации обучения обучающихся (студентов, слушателей)
- организует составление и представление факультетом текущей и отчётной документации руководству образовательного учреждения, в органы управления образованием
- проводит работу по укреплению и развитию материально-технической базы факультета
- присутствует на учебных занятиях по выбору, а также при проведении экзаменов и зачётов
- контролирует выполнение обучающимися (студентами, слушателями) и работниками факультета правил по охране труда и пожарной безопасности.

## История
Должность декана была введена в российских университетах в 1803 году в соответствии с «Предварительными правилами народного просвещения». До 1884 года избирался из ординарных профессоров факультета путём баллотировки по большинству голосов и утверждался в должности министром народного просвещения по представлению попечителя учебного округа. Срок избрания декана по Университетскому уставу 1804 года — один год, с 1835 года — четыре года, с 1863 года — три года. По Уставу 1884 года назначался попечителем из числа ординарных профессоров факультета на четыре года. Декан председательствовал в Совете факультета, участвовал в заседаниях Совета университета и Правления университета, испытаниях при получении соискателем учёных степеней кандидата, магистра и доктора наук. Подписывал вместе с ректором или единолично дипломы об окончании университета.

## Деканат
Деканат — возглавляемый деканом организационный центр по управлению работой факультета. Деканат выполняет функции координации и административного обеспечения учебного процесса, ведения делопроизводства. Здесь составляется расписание занятий. Деканат контролирует работу преподавателей и студентов на предмет её соответствия учебному плану, осуществляет общее руководство научной работой студентов.